# Белая кровь
«Белая кровь» (азерб. Ağ qan) — короткометражный фильм азербайджанских режиссёров Хаяма Абдуллаева и Эльмеддина Алыева, снятый в 2012 году на студии EXA Production. Премьера фильма состоялась 3 сентября в кинотеатре «Низами» в Баку.

## Сюжет
В фильме повествуется о жизни кочевой семьи терекеменцев, чей жизненный уклад находится на грани разрушения. Находясь при смерти, постаревший глава семейства просит свою жену исполнить последний завет — накормить его молоком, как символом всех начал. Посланием в фильме является то, что всегда есть надежда.

## Работа над фильмом
Съёмки фильма проходили на пустынных просторах Апшеронского полуострова. Фильм режиссёры сняли на собственные средства. В главных ролях снялись заслуженные артисты Азербайджана Светлана Хакимова и Вагиф Керимов. Сами авторы Хаям Абдуллаев и Эльмеддин Алыев рассказывают о фильме:
Кино — это не только прийти и посмотреть. Мы бы очень хотели, чтобы наш зритель научился читать кино как книгу, обсуждать его, видеть его сущность. Для нас, режиссёров, это очень важно.

## Участие на кинофестивалях
Фильм является участником румынского международного кинофестиваля Kinofest и батумского международного фестиваля арт-хаусных фильмов. Также фильм «Белая кровь» принял участие в конкурсе европейских короткометражных фильмов на Гентском международном кинофестивале.